# パーマストン島

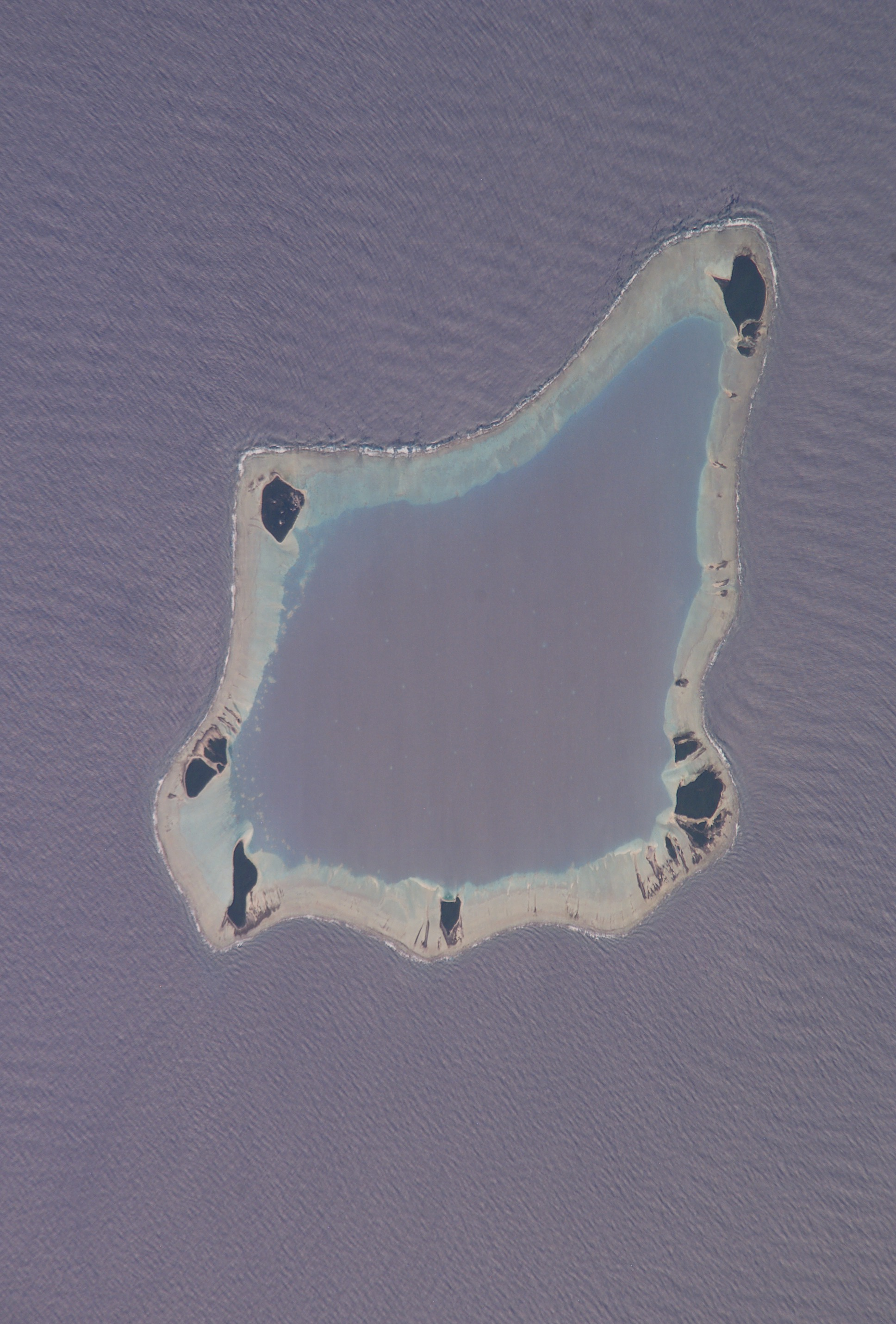
パーマストン島

パーマストン島（パーマストンとう、英: Palmerston Island）は南太平洋にあるニュージーランド領クック諸島にある環礁島。
環礁の幅は11km、陸地面積は2.6Km2である。
人口は約52人で島ではコプラの栽培が行われている。
1774年イギリスのジェームズ・クック船長により発見され、1777年に初めて島に上陸した。無人島だったが、1863年にイギリスの宣教師ウイリアム・マスター卿が3人のポリネシア人の妻を連れて、マヌアエ島からパーマストン島に移り住んだ。マスター卿は1899年に79歳に亡くなるが、現在、島の約52人の住民は、すべてマスター卿の子孫である。